# Oumou Sangaré, un destin de femme
Pour les articles homonymes, voir Oumou Sangaré.
Série
Notre pain Capitale
(2009) Une journée avec
(2011)
Pour plus de détails, voir Fiche technique et Distribution.
Oumou Sangaré, un destin de femme est un film documentaire malien réalisé par Awa Traoré, sorti en 2009,.

## Synopsis
Le documentaire relate le parcours de la chanteuse et compositrice malienne Oumou Sangaré. 

## Fiche technique
- Titre français : Oumou Sangaré, un destin de femme
- Réalisateur : Awa Traoré
- Scénario :
- Producteur : Angele Diabang Brener
- Costumière :
- Photo :
- Montage :
- Musique et chansons :
- Genre : Documentaire
- Durée :
- Date de sortie : 2009